# Ralf Martin Meyer
Ralf Martin Meyer (* 7. November 1959 in Gießen) ist ein ehemaliger Hamburger Polizist und war von April 2014 bis Oktober 2023 Polizeipräsident der Freien und Hansestadt Hamburg.

## Leben
Meyer ist der Sohn eines Fuhrunternehmer-Ehepaares und wuchs in der Kleinstadt Wittingen im Landkreis Gifhorn in der Lüneburger Heide auf. Da seine Eltern beruflich viel unterwegs waren, wurde er von einem Onkel erzogen, der Lehrer war. Mit 18 Jahren übernahm er die Verantwortung für die chaotischen Finanzen der Familie. Sein jüngerer Bruder und kurz darauf seine Mutter kamen durch Autounfälle zu Tode.
Nach dem Abitur am Gymnasium Hankensbüttel begann er 1979 eine Ausbildung bei der Hamburger Schutzpolizei und wurde Streifenpolizist. In den 1980er Jahren war er unter anderem als Ermittler auf der Davidwache in St. Pauli tätig. Zugleich absolvierte Meyer ein Studium an der Fachhochschule für Öffentliche Verwaltung Hamburg, das er 1989 als Diplomverwaltungswirt im Fachbereich Polizei abschloss. Er arbeitete danach als Kriminalbeamter und Einsatzführer beim Mobilen Einsatzkommando.
Von 1995 bis 1997 machte er die Ausbildung zum Höheren Dienst an der Polizeiführungsakademie in Hiltrup. Anschließend übernahm er bis 1999 die Leitung eines Projekts zur behördenübergreifenden Koordinierung von Maßnahmen gegen öffentliche Erscheinungsformen der Drogenkriminalität in Hamburg-St. Georg. Von 1999 bis 2004 leitete er das Mobile Einsatzkommando der Polizei Hamburg.
Von 2004 bis 2010 war Meyer Pressesprecher der Hamburger Polizei und von 2010 bis 2012 stellvertretender Leiter des Landeskriminalamtes Hamburg. Im Jahr 2012 gründete er die Hamburger Polizeiakademie und übernahm im Oktober 2013 deren Leitung. Am 29. April 2014 wurde Meyer als Nachfolger von Wolfgang Kopitzsch zum 13. Polizeipräsidenten der Freien und Hansestadt Hamburg ernannt.
Bedingt durch seinen langen Werdegang bei der Hamburger Polizei kennt er den Betrieb auf allen Ebenen von innen. Innerhalb seiner Behörde mit 10.000 Bediensteten forcierte er den Bürokratieabbau und sorgte für eine bessere Bezahlung der Nachtdienste. Nach den sexuellen Übergriffen in der Silvesternacht 2015 bemühte er sich nach eigener Darstellung um die Vermittlung einer Haltung des Hinsehens und tätigen Kümmerns. Um den bandenmäßigen Wohnungseinbruch zu bekämpfen, richtete er im Herbst 2015 die Soko „Castle“ ein und berichtete im Jahr darauf von Erfolgen. Auch der Taschendiebstahl sei nach Einrichtung einer Sonderermittlungsgruppe zurückgegangen. In Meyers Verantwortung fiel der Polizeieinsatz während des G20-Gipfels in Hamburg 2017. Ab Januar 2016 unterstand er dem Hamburger Innensenator Andy Grote, in dessen Skandale er teilweise mit hineingezogen wurde. Im Oktober 2023 wurde Meyer in den Ruhestand verabschiedet. Meyer arbeitet heute noch als Berater und Coach für Führungskräfte.
Meyer ist verheiratet und hat mit seiner Frau Rita zwei erwachsene Söhne. Er ist Anhänger des Hamburger SV.

## Auszeichnungen / Preise
Ralf Martin Meyer wurde am 10. Oktober 2023 der Bürgerpreis des Zentralausschusses der Hamburgischen Bürgervereine in Anerkennung für sein Engagement für die Bürger Hamburgs, insbesondere für seine Bürgernähe verliehen.

## Veröffentlichungen
- Mit Hans-W. Alberts und Josef Konrad Rogosch: Verdeckte Ermittler und beamtenrechtliche Fürsorge. In: Der Öffentliche Dienst, Jg. 1997, S. 17–24.
- Brandstiftungen an Kraftfahrzeugen. In: Kriminalistik Heft 10/2011, S. 595–599.
- Führen und Entscheiden in polizeilichen Extremsituationen. In: Bernhard Fleischer, Reiner Lauterbach, Kurt Pawlik (Hrsg.): Rationale Entscheidungen unter Unsicherheit. Walter de Gruyter, Berlin/Boston 2018, ISBN 978-3-11-060026-1, S. 113–123, doi:10.1515/9783110600261 (Open Access).